# Cylicasta difficilis
Cylicasta difficilis là một loài bọ cánh cứng trong họ Cerambycidae.